# Neal Kay
Neal Kay (10 febbraio 1950) è un disc jockey inglese, importante cofautore della nascita del New Wave of British Heavy Metal (NWOBHM), termine coniato da lui stesso.
Verso la fine degli anni settanta era proprietario di un rock club chiamato "Neal Kay's Heavy Metal Soundhouse", la cui sede originale era nel retro del pub londinese Prince of Wales, a Kingsbury. In questo club Kay trasmetteva musica rock ed ospitava giovani band ansiose di esibirsi in pubblico; inoltre concedeva l'utilizzo del suo studio di registrazione agli Spaceward Studios di Cambridge a questi gruppi perché potessero incidere i loro demo. Tra queste band c'erano i Praying Mantis e gli allora praticamente sconosciuti Iron Maiden, che guadagnarono un'enorme popolarità grazie alle registrazioni fatte in questo studio e furono così in grado di firmare il loro primo contratto discografico. Diversi altri gruppi musicali furono in grado di lanciarsi sulla scena musicale nazionale grazie all'aiuto di Kay.
Kay raccolse molti di questi demo in un album chiamato Metal for Muthas, di cui vennero pubblicate diverse versioni che divennero un vero e proprio tesoro per i collezionisti del genere. Si occupò anche di promuovere concerti e tour nel campo dell'heavy metal, e fu uno strenuo sostenitore della band statunitense Riot. Diede anche il suo supporto ai Venture, aiutandoli a gestire ed organizzare il loro primo concerto, ma le sue previsioni si rivelarono fallimentari: la band infatti si sciolse dopo un solo spettacolo al "Marquee Club" di Londra. Kay si dedicò dunque ad altri progetti e sostenne molte altre band nel corso degli anni ottanta e novanta.
Nei molti spettacoli della "Soundhouse", Kay cercò di unire sia i fan del più leggero melodic rock (Styx, Kansas, Boston ecc.), sia gli amanti del più aggressivo heavy metal (AC/DC, Black Sabbath, Motörhead). Nonostante le occasionali critiche per il suo rifiuto di suonare certe canzoni in base ai suoi gusti personali (i Kiss per esempio vennero raramente trasmessi alla Soundhouse), Kay aveva veramente un dono per riconoscere all'istante la musica rock di qualità.
Poiché soltanto recentemente Kay ha cominciato ad occuparsi di diffusione radio-televisiva, il suo nome è praticamente sconosciuto al di fuori dei circoli rock. La "Soundhouse", comunque, continua ad essere un forte punto di riferimento per i fan del genere.
Recentemente, Neal Kay è riemerso sulla scena live nazionale, apparendo ogni ultimo sabato del mese alle 18 sulla stazione radio live in rete "Total Rock"; costante è inoltre la sua partecipazione ad uno show annuale al "Bandwagon" ed alla "Soundhouse".